# Omroep Maxim
Omroep Maxim is een televisieprogramma van de Nederlandse omroep VPRO gemaakt door Maxim Hartman als tegendraadse splinteromroep voor fijnproevers.

## Inhoud
Hartman omschrijft zijn eigen programma als "humor-reality" en "bewust zonder BN'ers". Het programma bevat vooral interviews met onbekende Nederlanders, abrupt afgewisseld met ogenschijnlijk niet gerelateerde beelden. Ook speelt Hartman met de conventies van het medium televisie door bewust de gesprekken voor en na een interview in het programma te laten zitten. In het seizoen werden speciale mini-formats als "FruithagelTV" en "LegPuzzelTV" in het programma verwerkt.
De oproep van Maxim Hartman aan het grote publiek om vooral niet te kijken wierp zijn vruchten af, het programma trok in eerste instantie geen hoge kijkcijfers. Na enkele keren aandacht in het VARA-programma De Wereld Draait Door kwam Omroep Maxim alsnog boven de 100.000 kijkers uit.
Een fragment uit 2012, waarin Hartman aan Ben Strik - uitbater van een antiekwinkel in Deventer - vraagt om een keramisch mandje van de firma Tichelaar zo kort mogelijk te omschrijven, ging in Nederland viraal en voegde de uitdrukking « Mand! » toe aan het Nederlands vocabulaire, waarmee wordt aangegeven dat een uitleg veel korter kan.